# هارلي إي. نوكس
هارلي إي. نوكس (بالإنجليزية: Harley E. Knox)‏ هو سياسي أمريكي، ولد في 26 يناير 1899 في نبراسكا في الولايات المتحدة، وتوفي في 13 سبتمبر 1956 في سان دييغو في الولايات المتحدة. انتخب عمدة سان دييغو ‏.